# Naurod
Naurod est un quartier de la ville de Wiesbaden en Allemagne.